# Nova Zelândia nos Jogos Olímpicos de Inverno de 1984
A Nova Zelândia competiu nos Jogos Olímpicos de Inverno de 1984, realizados em Sarajevo, Iugoslávia.